# フリードリヒ・フーケ
フリードリヒ・ド・ラ・モット・フーケ（Friedrich de la Motte Fouqué, 1777年2月12日 - 1843年1月23日）は、ドイツの初期ロマン主義作家、詩人。フーケ（フケー）は男爵としての家名で、本名はフリードリヒ・ハインリヒ・カール・ド・ラ・モッテ (Friedrich Heinrich Karl de la Motte)。

## 経歴
プロイセン王国（ブランデンブルク選帝侯領）のブランデンブルクで、フランス人の父とドイツ人の母との間に生まれた。祖先はフランス北西部ノルマンディー地方の古い貴族の家柄であり、1685年のナントの勅令廃止によりプロイセンへ亡命した。フーケの祖父はプロイセンの将軍となり、フリードリヒ2世と親友になり、フーケが誕生した時にはフリードリヒ2世が名付け親になったほどであった。なお、父方の家系にはノルウェー人の血も流れているという。
フーケは軍人になり、ラインラントへの遠征の途中で見初めた女性と結婚した。しかし、数年後には年上の貴族の未亡人で流行作家だったカロリーネ・フォン・ロホーと結婚するため、この妻とは離婚した。
フーケは軍人を辞めた後、作家に転身し、1811年に『ウンディーネ』を発表した。これは代表作となり、後にドイツで長い間読み継がれることとなる。『ウンディーネ』には別れた最初の妻への想いが込められているため、実に美しくて悲しい物語になったと言われている。1813年に『魔法の指輪』、1814年に『ジントラムの道連れ』を発表した。1843年1月23日にベルリンで死去した。

## 主な日本語訳書
- 『水妖記 ウンディーネ』柴田治三郎訳、岩波文庫、改訳版1978年
- 『水の精 ウンディーネ』識名章喜訳、光文社古典新訳文庫、2016年
- 『フケー／シャミッソー ドイツ・ロマン派全集 第5巻』前川道介責任編集、国書刊行会、1983年
  - 「ウンディーネ」「地獄の小鬼の物語」「ロサウラとその一族」深見茂訳を収録
- 『魔法の指輪 ある騎士物語』（上・下）池中愛海・鈴木優・和泉雅人訳、幻戯書房〈ルリユール叢書〉、2022年。
  - 騎士道物語、ファンタジー冒険小説の先駆

## 備考
フランスの作家ジャン・ジロドゥは『ウンディーネ』をもとにした3幕の戯曲『オンディーヌ』を制作し、1939年に初演された。